# Атомний годинник для глибокого космосу
Атомний годинник глибокого космосу (англ. Deep Space Atomic Clock, DSAC) — був мініатюрним, надточним атомним годинником з іонами ртуті для точної радіонавігації в далекому космосі. DSAC був розроблений таким чином, щоб бути на порядки більш стабільним, ніж існуючі навігаційні годинники, з дрейфом не більше 1 наносекунди за 10 днів. Очікувалось, що DSAC зазнає не більше 1 мікросекунди помилки за 10 років роботи. Очікувалось, що дані DSAC підвищать точність навігації в глибокому космосі та дозволять ефективніше використовувати мережі стеження. Проектом керувала Лабораторія реактивного руху NASA, а сам годинник був розгорнутий у рамках місії ВПС США Space Test Program 2 (STP-2) на борту важкої ракети SpaceX Falcon Heavy 25 червня 2019 року.
Атомний годинник глибокого космосу був активований 23 серпня 2019 року. Після продовження місії в червні 2020 року  DSAC було дезактивовано 18 вересня 2021 року після двох років експлуатації.